# (21351) Bhagwat
(21351) Bhagwat est un astéroïde de la ceinture principale.

## Description
(21351) Bhagwat est un astéroïde de la ceinture principale. Il fut découvert le 4 mars 1997 à Socorro (Nouveau-Mexique) par le projet LINEAR. Il présente une orbite caractérisée par un demi-grand axe de 2,58 UA, une excentricité de 0,19 et une inclinaison de 12,6° par rapport à l'écliptique.

## Compléments